# Максуд, Махмуд Гисамутдинович
Махмуд Гисамутдинович Максу́д (тат. Мәхмүд Гыйсаметдин улы Максуд; 2 (15) января 1900, д. Верхние Кибя-Кози — 10 ноября 1962, Москва) — татарский советский писатель.

## Биография
Махмуд Максуд родился 2 (15) января 1900 года в деревне Верхние Кибя-Кози (ныне Тюлячинский район Татарстана) в семье сельского муллы. Первоначальное образование получил в медрессе. До 1919 года учился в семинарии в городе Малмыже. В годы Гражданской войны служил добровольцем в Красной армии. Окончил литературное отделение I МГУ и Коммунистический университет трудящихся Востока. С 1919 года — член ВКП(б).
Литературную деятельность начал с первых лет Октябрьской революции, печатался с 1918 года (очерк «Приближается праздник»). Его перу принадлежит ряд стихотворений в прозе и рассказы, напечатанные в разных журналах и впоследствии в трёх его сборниках — «Безнен Чачакляр» (Наши цветы), «Яз Джыры», «Конны божралар».
Первые произведения Максуда насыщены идеей борьбы против религиозного дурмана и обманов, главным образом против рабства и гнёта феодалов, восточных баев и духовенства, против старого быта. Но эта борьба дана в отвлечённых образах. Восточным ханам, баям, феодалам и духовенству Максуд противопоставляет обездоленных, оскорблённых, угнетённых, обманутых, жалких людей. В своих лирических произведениях он выражает их гнев и жажду мести по отношению к старому миру, их восторг и торжество перед наступающей зарей — победоносной революцией. Среди персонажей ранних произведений Максуда часто встречаются обманутые, жалкие восточные девушки, темная голодающая восточная молодежь, обманутый сын муллы, нищие, слепой музыкант и тому подобные. Отношение к старому миру и к революции сначала преимущественно выражается у Максуда в образах, связанных с понятиями религии. В дальнейшем творчестве Максуда нить религиозных образов все больше уступает место картинам природы — волнам, бурям, весне.
Основной жанр Максуда в 1920-е годы — стихотворения в прозе — заимствован у восточных поэтов-символистов. Позднее также выступал как очеркист, мастер лирических этюдов, литературный критик и переводчик.
Принимал участие в Великой Отечественной войне, был корреспондентом фронтовой газеты «Советский воин». В поздних произведениях писал о советских людях, развитии промышленности и братстве народов страны: «Новый город и его люди» (1949), «Наши меховщики» (1952), «На вахте мира» (1955) и другие. В 1963 году посмертно вышла его книга воспоминаний о Мусе Джалиле «Дорогие минуты».
Перевёл на татарский язык Коммунистический манифест, произведения А. С. Пушкина, романы «Рудин» И. С. Тургенева, «Война и мир» Л. Н. Толстого, «Мать» М. Горького, поэмы Н. А. Некрасова, «Фауст» И. В. Гёте, повесть «Кола Брюньон» Р. Роллана, роман «Семья Оппенгейм» Л. Фейхтвангера, поэму «Лейли и Меджнун» Низами и другие.

## Награды
- Орден Красной Звезды
- Орден Отечественной войны II степени
- Орден «Знак Почёта» (14 июня 1957)